# سیمون آباملیک-لازارف

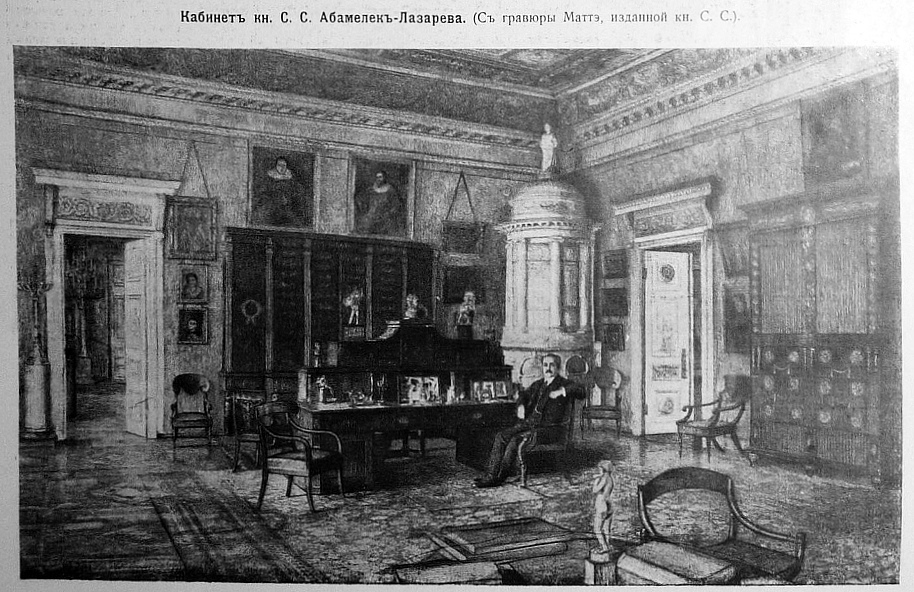

سیمون آباملیک-لازارف (ارمنی: Սիմեոն Սիմեոնի Աբամելիք-Լազարև؛ انگلیسی: Semyon Abamelek-Lazarev؛ ۱۲ نوامبر ۱۸۵۷ – ۱۹ سپتامبر ۱۹۱۶) باستان‌شناس، زمین‌شناس و سازنده ارمنی‌تبار اهل امپراتوری روسیه بود.

## زندگی‌نامه
وی در ۱۲ نوامبر ۱۸۵۷ در مسکو به دنیا آمد . وی در ۱۹ سپتامبر ۱۹۱۶ در سن ۵۸ سالگی در کیسلوفودسک درگذشت و در ru:Смоленское армянское кладбище به خاک سپرده شد.